# Thüringer Bachwochen
Die Thüringer Bachwochen sind ein auf Barockmusik spezialisiertes Fest zu Ehren Johann Sebastian Bachs und gelten als das größte Festival klassischer Musik in Thüringen. Veranstaltungsorte sind landesweit sowohl moderne Konzertsäle als auch authentische Bachstätten. Die künstlerische Leitung hat seit 2004 der Erfurter Domorganist Silvius von Kessel inne.

## Geschichte
1992 wurden die Thüringer Bachwochen das erste Mal veranstaltet. Zwischenzeitlich musste das Festival aufgegeben werden. Im Jahr 2005 wurde es mit der Gründung des Vereins Thüringer Bachwochen e. V. neu gestartet und programmatisch neu ausgerichtet. Seitdem entwickelte es sich zu einem bedeutenden Musikfest. Die Einbeziehung authentischer Bachstätten macht es über Thüringen hinaus einzigartig. 2011 wurde den Thüringer Bachwochen der Marketingpreis Leuchttürme der Tourismuswirtschaft, sowie im Jahr 2012 der Tourismuspreis des Thüringer Wirtschaftsministeriums im Bereich Wettbewerb und Kooperation verliehen. 50 Prozent der 15.800 Besucher in diesem Jahr waren Touristen.
Mit der Konzertreihe Generation Bach soll auch jüngeres Publikum für klassische Musik begeistert werden. Dies erfolgte u. a. durch die Einbindung von Crossover-Konzerten an ungewöhnlichen Spielorten in das Festival (Goldberg-Variationen mit DJ und Gospelsängerin, Bach und Kino, Bach in Schulen, Tanztheater der Berliner Compagnie Nico and the Navigators zu Bach-Werken, Jazzkonzert Introducing JSB). Traditionell beginnt das Festival seit 2006 am Vorabend der offiziellen Eröffnung mit einer Langen Nacht der Hausmusik. Dabei luden 2011 über 60 Teilnehmer in 27 Thüringer Städten und Gemeinden zu 90 privaten Hauskonzerten ein.
Bei dem Musikfest traten u. a. Ton Koopman, Olivier Latry, die Cappella Amsterdam, das Amsterdam Baroque Orchestra & Choir, Martin Stadtfeld, Sol Gabetta, die Berliner Barock Solisten, das Collegium Vocale Gent unter der Leitung von Philippe Herreweghe, der Tölzer Knabenchor oder der Dresdner Kreuzchor auf.

## Spielorte
Die Veranstaltungsorte variieren von Jahr zu Jahr etwas. 2012 waren dies:
- Arnstadt: Johann-Sebastian-Bach-Kirche
- Dornheim: Kirche St. Bartholomäus (Traukirche)
- Eisenach: Georgenkirche, Bachhaus, Wartburg
- Erfurt: Augustinerkloster, Dom St. Marien, Predigerkloster, Rathaus, Theater, Thomaskirche, Thüringer Staatskanzlei
- Gotha: Margarethenkirche
- Jena: Stadtkirche St. Michael, Volksbad
- Molsdorf: Schlosskirche St. Trinitatis
- Mühlhausen: Kirche St. Marien
- Ohrdruf: St. Trinitatis
- Schmalkalden: Rathaus, Stadtkirche St. Georg
- Waltershausen: Stadtkirche „Zur Gotteshilfe“
- Wechmar: Bach-Stammhaus
- Weimar: congress centrum neue weimarhalle, Deutsches Nationaltheater, Jakobskirche, Musikgymnasium im Schloss Belvedere, Stadtkirche St. Peter und Paul (Herderkirche), Stadtschloss

## Statistiken
| Jahr | Datum           | Thema                                   | Spielorte | Veranstaltungen | Besucher | Staatl. Fördergelder | Quellen       |
| ---- | --------------- | --------------------------------------- | --------- | --------------- | -------- | -------------------- | ------------- |
| 2005 | 18.03. – 29.03. |                                         | 7         | 28              | 6.000    |                      | [ 5 ]         |
| 2006 | 24.03. – 17.04. |                                         | 9         | 33              | 7.500    |                      | [ 6 ]         |
| 2007 | 30.03. – 22.04. | „300 Jahre Bach in Mühlhausen“          | 7         | 28              | 8.300    |                      | [ 7 ]         |
| 2008 | 14.03. – 06.04. | „300 Jahre Bach in Weimar“              |           | 34              | 10.000   | 70.000               | [ 8 ] [ 9 ]   |
| 2009 | 03.04. – 26.04. |                                         |           | 33              | 12.000   |                      | [ 10 ] [ 11 ] |
| 2010 | 26.03. – 18.04. | „Bach und Thüringen“                    |           | 36              | 13.200   | 80.000               | [ 12 ]        |
| 2011 | 15.04. – 08.05. | „200. Geburtstag Franz Liszts“          | 10        | 52              | 14.800   |                      | [ 13 ]        |
| 2012 | 30.03. – 22.04. | „Reformation und Musik“                 | 13        | 51              | 15.800   | 170.000              | [ 14 ] [ 15 ] |
| 2013 | 22.03. – 14.04. |                                         | 12        | 49              | 16.500   |                      | [ 16 ] [ 17 ] |
| 2014 | 11.04. – 04.05. | „Vater und Sohn“                        | 12        | 72              | 23.000   |                      | [ 18 ] [ 19 ] |
| 2015 | 27.03. – 19.04. |                                         |           |                 |          |                      |               |
| 2016 | 18.03. – 10.04. |                                         |           |                 |          |                      |               |
| 2017 | 07.04. – 01.05. | mit einem Musikfest für Martin Luther   |           |                 |          |                      |               |
| 2018 | 21.03. – 15.04. | „Ein Mann von Welt. Der weltliche Bach“ |           |                 |          |                      |               |
| 2019 | 12.04. – 05.05. | „Bach, der Konstrukteur“                |           |                 |          |                      |               |
| 2020 | 03.04. – 26.04. | „Play Bach!“ – „Spielt Bach!“           |           |                 |          |                      |               |
| 2022 | 08.04. – 01.05. | 30 Jahre Thüringer Bachwochen           |           |                 |          |                      |               |
| 2023 | 31.03. – 23.04. | „Habt Mut!“                             |           |                 |          |                      |               |
| 2024 | 21.03. – 14.04. |                                         |           |                 |          |                      |               |
| 2025 | 11.04. – 04.05. | „Ende und Anfang aller Musik“           |           |                 |          |                      |               |

1. ↑  teilweise auch als „Schwerpunkt“ bezeichnet
2. ↑  ungefähre Angaben
3. ↑  in Euro
4. ↑  mit insgesamt 24 Spielstätten
5. ↑  inklusive 34 Veranstaltungen des integrierten Bachfestes der internationalen Bachgesellschaft in Weimar